# Valeriana papilla
Valeriana papilla là một loài thực vật có hoa trong họ Kim ngân. Loài này được Bertero ex DC. miêu tả khoa học đầu tiên..